# نحبكاو
نحبكاو هو إله الثعبان البدائي في الأساطير المصرية القديمة. على الرغم من اعتباره في الأصل روحًا شريرة، فقد عمل لاحقًا كإله جنائزي مرتبط بالآخرة. كواحد من اثنين وأربعين مقيِّمًا لماعت، يُعتقد أن نحبكاو يحكم على المتوفى بعد الموت ويقدم لأرواحهم الكا - جزء من الروح يميز الأحياء عن الأموات.
اعتبر نحبكاو إلهًا قويًا وخيّرًا وحاميًا. في الأساطير المتأخرة، وصف بأنه رفيق إله الشمس رع وخادم الملك المتوفى. نظرًا إلى ارتباطه الوثيق بإله الشمس، فقد ذكر اسمه في تعاويذ سحرية للحماية. احتُفل بمهرجانه على نطاق واسع في جميع أنحاء المملكتين الوسطى والحديثة.

## الاحتفال بالعيد
تم تسجيل مهرجان نحبكاو على أنه حدث 32 مرة في المملكة المصرية الحديثة، ولكن من المعروف أنه تم الاحتفال به منذ عصر المملكة المصرية الوسطى على الأقل.
اختلف العلماء في تحديد التاريخ الدقيق للمهرجان: ربما تم الاحتفال به بعد تسعة أيام من عيد حرث الأرض، أو في اليوم الأول من الشهر الأول من فصل الشتاء، أو أثناء تتويج الملك خلال فترة الرعامسة.
غالبًا ما يحتفل الأفراد بهذا المهرجان عن طريق تناول نباتات الهسجيت والكعك المصنوع من نباتات الخرسايت. ويعتقد الباحث شارون لابورد أن المهرجان كان وليمة تحتفل بالفداء والبعث. يحتمل أن تكون مرتبطة بإلهة الأسد سخمت.